# Stenoonops portoricensis
Stenoonops portoricensis là một loài nhện trong họ Oonopidae.
Loài này thuộc chi Stenoonops. Stenoonops portoricensis được miêu tả năm 1929 bởi Petrunkevitch.